# Roberto Palacios
Roberto Carlos Palacios Mestas (Chorrillos, Lima, 28 de diciembre de 1972), más conocido como «Chorrillano» Palacios, es un exfutbolista peruano. Su último equipo fue el Sporting Cristal donde se inició y jugó gran parte de su carrera. 
Hizo su debut el 20 de octubre de 1991 con Sporting Cristal. Con "La Máquina Celeste" fue tricampeón de la Primera División del Perú, en los años 1994, 1995 y 1996 y un año después Cruzeiro ( solicitó como refuerzo especial al peruano y "El Chorri" fue el conductor de los brasileños en la Copa Intercontinental 1997 ante Borussia Dortmund). A finales de los 90 tuvo un destacado paso por México, especialmente en los Tecos de la UAG, y a mediados de la primera década del siglo XXI destacó en Colombia y Ecuador, en este último país se consagró campeón nacional con Liga de Quito antes de regresar a Sporting Cristal y retirarse en 2011.
Jugó por la selección peruana de fútbol entre 1992 y 2012, siendo, el cuarto jugador con más presencias con 128 encuentros internacionales. Del mismo modo, es el máximo asistidor en la historia de la selección inca con 18 asistencias.
Su hijo Brandon Palacios también es futbolista, juega en Sport Boys.

## Trayectoria
Nació en Surquillo y vivió de adolescente en Marcavilca en el distrito de Chorrillos, por ese motivo se hace conocer como "Chorrillano" o simplemente "Chorri". Sus primeros pasos en el fútbol los hizo en el Deportivo Colina de Surquillo desde los 9 años en 1982. Llegó a Sporting Cristal en 1986 donde tuvo como DT. a Fernando Mellán, en 1987 y 1988 a David Rodríguez, en 1989 al ex-canterano en los 60s Abel Quintana y en 1990 y 1991 a Alberto Gallardo en las Reservas.
Su debut lo hizo un 20 de octubre de 1991, una tarde que los celestes ganaron al Municipal por 2-1 por el Regional II Metropolitano jugado ante 1,023 espectadores. El Chorrillano anotaría sus dos primeros goles en el cuarto partido jugado, tres fechas después, ante AELU de Pueblo Libre un 30 de octubre cuando el equipo celeste lo goleó por 5:0.
A finales de ese año 1991 alcanzó su primer título luego de una dramática definición por penales ante Universitario. Ese equipo del Sporting Cristal del año 1991 estaba integrado por jóvenes promesas como Pablo Zegarra, Flavio Maestri, asimismo por jugadores salidos de las canteras como Percy Olivares, Francesco Manassero y por gente experimentada como Julio César Uribe, Franco Navarro, Leo Rojas, Eugenio La Rosa, Jorge Arteaga y Julio César Antón (los 3 primeros mundialistas en el año 1982) y reforzado por los argentinos Carlos Castagneto, Juan Carlos Kopriva y Horacio Baldessari. El equipo era dirigido por el ex mundialista Juan Carlos Oblitas
Su primer gol a nivel internacional lo hizo el 25 de marzo de 1992, por Copa Libertadores de América ante el Sport Boys, un encuentro que ganó Cristal por 2:0, su primer gol trascendental lo hizo un 25 de octubre del mismo año ante Universitario de Deportes en un partido que los celestes derrotan a los cremas por 2:1 en el estadio Nacional, ese año obtiene el subtítulo nacional.
Palacios consiguió el tricampeonato de los años 1994, 1995 y 1996. El año 1994 su aporte fue importante para el equipo denominado "La máquina celeste" por la cantidad de goles que anotó el equipo en el campeonato peruano: 113 goles en 38 partidos, siendo el armador neto del equipo. El año 1995 juega su tercera Copa Libertadores de América con el equipo celeste, a fines de ese año consagra bicampeón nacional con el equipo en un partido jugado ante Alianza Lima en el Estadio Nacional. El año 1996 fue uno de sus mejores años. El domingo 27 de octubre, bajo la conducción técnica de Sergio Markarián, se consagra tricampeón nacional con el Sporting Cristal en una tarde colorida donde celebró con la hinchada celeste.
En 1997 emigró del Perú para jugar en la Liga mexicana de fútbol por el Puebla. Posteriormente jugó por los Tecos de la UAG, quien lo prestó una temporada al club brasileño Cruzeiro para disputar la Copa Intercontinental. Regresó al equipo mexicano el 2001, volviendo luego en el mes de agosto al Sporting Cristal hasta mediados del 2002. En agosto del 2002, regresó a la Universidad Autónoma de Guadalajara y jugó también por el Atlas de Guadalajara y los Monarcas Morelia.
El 2004 cambió de aires para jugar en Colombia defendiendo los colores del Deportivo Cali y el 2005 juega en Ecuador por la Liga de Quito fue presentado con el dorsal número 10 siendo dirigido por su compatriota Juan Carlos Oblitas y compartiendo el mediocampo con Edison Mendes y Neicer Reasco. Finalmente, en junio del 2007 regresa nuevamente al Sporting Cristal, que se encontraba en una difícil situación por el tema del descenso la cual logró eludir. Roberto Palacios cumplió el 20 de octubre del 2011 20 años como futbolista profesional, y pasó a ser uno de los jugadores de más larga campaña en los campos de fútbol en el equipo del Rímac, jugando su último partido oficial, en diciembre de ese año.
Cabe resaltar que el de más dilatada trayectoria con las sedas de Sporting Cristal sigue siendo Alfredo Quesada que vistió 17 años consecutivos la camiseta celeste: desde enero de 1968 a julio de 1985.

### Ídolo de Sporting Cristal
Conocido en toda Sudamérica y Centroamérica por el apelativo de “Chorrillano” o simplemente “El Chorri”. Es considerado uno de los ídolos del club Sporting Cristal. Surgido de las divisiones menores de la Celeste, tuvo su debut un 20 de octubre de 1991 ante Municipal en el Estadio Nacional. Con la Celeste logró los títulos nacionales en los años 1991, 1994, 1995 y 1996. Regresó al club a mediados del año 2001 y luego a mediados del año 2007 donde el equipo se encontraba en una difícil situación por el tema del descenso la cual logró eludir.
Palacios siempre guardó cariño al club rimense al igual que la hinchada cervecera hacia él, por su lealtad y entrega al equipo, siempre desechó ofertas de los equipos rivales, es por todo ello que la hinchada celeste y el club lo tiene en su galería de ídolos. Palacios tuvo canto propio desde los noventa y no paró hasta finales del año 2011, sumó un total de 363 partidos en torneos locales y 43 partidos internacionales con la celeste, es decir llegó a jugar 406 partidos con la casaquilla rimense.
Su retiro del fútbol profesional se produjo el 11 de febrero del 2012 en la presentación de la "Noche de la Raza Celeste" poniendo fin a 20 años de carrera futbolística.
Palacios anotó 88 goles con Sporting Cristal, 76 por torneos locales y 12 por torneos internacionales, vale decir 11 por Copa Libertadores y 1 por Copa Conmebol, es el octavo goleador histórico del club Sporting Cristal.

## Selección peruana
Palacios es el futbolista que más veces ha vestido la casaquilla nacional, lo ha hecho en 128 veces superando ampliamente el anterior récord de Héctor Chumpitaz. Debutó con la blanquirroja en la selección de menores: la selección Sub-23 que participó en un preolímpico en la ciudad de Asunción en 1992. En 1993 debutó en la Selección mayor en el marco de las eliminatorias para el mundial de Estados Unidos '94. En su primer partido enfrentó a Argentina y anotó un gol de potente remate desde fuera del área. Perú perdió ese partido 2-1.
Desde la Copa América de 1995 que se jugó en Uruguay, Palacios se adueñó de la camiseta "10" de la selección y fue titular en prácticamente todos los partidos y en todas las competiciones en que esta participó. Lleva anotados 19 goles en partidos oficiales con la camiseta blanquirroja, la mayoría de los cuales son de buena factura siendo remates de media distancia y tiros colocados en su mayoría. En el partido contra la selección de Venezuela jugado el 6 de junio del 2004 dentro del marco de las eliminatorias al mundial 2006, Roberto Palacios jugó su partido número "100" con la selección nacional.
Hasta mayo del 2012, Palacios tiene un total de 128 partidos jugados con la selección y se ha convertido en el jugador peruano con más presencias en su selección. Además, entre los años 1996 y 2007, es el jugador con más goles anotados acumulados en partidos competitivos oficiales de la FIFA (15 goles en Copa América, Copa de Oro del 2000 y la Clasificación a la Copa Mundial de la FIFA), seguido por Nolberto Solano y Jefferson Farfán (9 y 8 goles respectivamente).
Esto lo convierte en uno de los jugadores más valiosos de la selección peruana de fútbol en los últimos 20 años. Su última participación con la selección fue en el partido amistoso Perú vs Nigeria jugado el 23 de mayo del 2012 que sirvió como su despedida oficial de la Selección Peruana.
| Club                        | País | PJ  | Goles | Periodo     |
| --------------------------- | ---- | --- | ----- | ----------- |
| Selección de fútbol de Perú | Perú | 128 | 19    | 1993 - 2012 |

### Participaciones en Copas Américas
| Torneo            | Sede     | Resultado        | Partidos | Goles | Prom. |
| ----------------- | -------- | ---------------- | -------- | ----- | ----- |
| Copa América 1993 | Ecuador  | Cuartos de final | 3        | 0     | 0.00  |
| Copa América 1995 | Uruguay  | Primera fase     | 3        | 1     | 0.33  |
| Copa América 1997 | Bolivia  | Cuarto lugar     | 6        | 0     | 0.00  |
| Copa América 1999 | Paraguay | Cuartos de final | 4        | 1     | 0.25  |
| Copa América 2004 | Perú     | Cuartos de final | 4        | 1     | 0.25  |
| Total             | Total    | Total            | 20       | 3     | 0,15  |

### Participaciones en Clasificatorias a Copas del Mundo
| Eliminatorias                    | Selección | Resultado           | Partidos | Goles | Media goleadora |
| -------------------------------- | --------- | ------------------- | -------- | ----- | --------------- |
| Eliminatorias Sudamericanas 1994 | Perú      | 9.º (No clasificó)  | 3        | 1     | 0.33            |
| Eliminatorias Sudamericanas 1998 | Perú      | 5º (No clasificó)   | 15       | 6     | 0.4             |
| Eliminatorias Sudamericanas 2002 | Perú      | 8º (No clasificó)   | 18       | 2     | 0.11            |
| Eliminatorias Sudamericanas 2006 | Perú      | 9.º (No clasificó)  | 15       | 0     | 0.00            |
| Eliminatorias Sudamericanas 2010 | Perú      | 10.º (No clasificó) | 6        | 0     | 0.00            |

### Participaciones en Copas Oro
| Copa                | Sede           | Resultado    | Partidos | Goles | Prom. |
| ------------------- | -------------- | ------------ | -------- | ----- | ----- |
| Copa de Oro de 2000 | Estados Unidos | Cuarto lugar | 4        | 2     | 0.50  |

## Estadísticas

### Clubes
| Club | Temporada     | Liga  | Liga  | Internacional (1) | Internacional (1) | Total (2) | Total (2) | Promedio |
| Club | Temporada     | Part. | Goles | Part.             | Goles             | Part.     | Goles     | Promedio |
| --- | ------------- | ----- | ----- | ----------------- | ----------------- | --------- | --------- | -------- |
| Sporting Cristal Perú |               |       |       |                   |                   |           |           |          |
| 1991 | 15            | 3     | -     | -                 | 15                | 3         | 0.20      |          |
| 1992 | 31            | 7     | 6     | 1                 | 37                | 8         | 0.22      |          |
| 1993 | 29            | 8     | 10    | 0                 | 39                | 8         | 0.21      |          |
| 1994 | 30            | 17    | 4     | 1                 | 34                | 18        | 0.53      |          |
| 1995 | 38            | 10    | 10    | 7                 | 48                | 17        | 0.35      |          |
| 1996 | 27            | 8     | 8     | 2                 | 35                | 10        | 0.29      |          |
| Total club | 170           | 53    | 38    | 11                | 208               | 64        | 0.31      |          |
| Puebla México |               |       |       |                   |                   |           |           |          |
| 1996-97 | 13            | 0     | -     | -                 | 13                | 0         | 0.00      |          |
| Total club | 13            | 0     | 0     | 0                 | 13                | 0         | 0.00      |          |
| Cruzeiro Brasil |               |       |       |                   |                   |           |           |          |
| 1997 | 6             | 2     | 1     | 0                 | 7                 | 2         | 0.33      |          |
| Total club | 6             | 2     | 1     | 0                 | 7                 | 2         | 0.33      |          |
| Tecos de la UAG México |               |       |       |                   |                   |           |           |          |
| 1997-98 | 16            | 2     | -     | -                 | 16                | 2         | 0.13      |          |
| 1998-99 | 30            | 6     | -     | -                 | 30                | 6         | 0.20      |          |
| 1999-00 | 27            | 3     | -     | -                 | 27                | 3         | 0.11      |          |
| 2000-01 | 31            | 5     | -     | -                 | 31                | 5         | 0.16      |          |
| Total club | 104           | 16    | 0     | 0                 | 104               | 16        | 0.15      |          |
| Sporting Cristal Perú |               |       |       |                   |                   |           |           |          |
| 2001 | 17            | 2     | -     | -                 | 17                | 2         | 0.12      |          |
| 2002 | 17            | 5     | 3     | 0                 | 20                | 5         | 0.25      |          |
| Total club | 34            | 7     | 3     | 0                 | 37                | 7         | 0.19      |          |
| Tecos de la UAG México |               |       |       |                   |                   |           |           |          |
| 2002 | 16            | 5     | -     | -                 | 16                | 5         | 0.31      |          |
| Total club | 16            | 5     | 0     | 0                 | 16                | 5         | 0.31      |          |
| Monarcas Morelia México |               |       |       |                   |                   |           |           |          |
| 2003 | 13            | 1     | 3     | 2                 | 16                | 3         | 0.13      |          |
| Total club | 13            | 1     | 3     | 2                 | 16                | 3         | 0.13      |          |
| Atlas México |               |       |       |                   |                   |           |           |          |
| 2003 | 15            | 1     | -     | -                 | 15                | 1         | 0.07      |          |
| Total club | 15            | 1     | 0     | 0                 | 15                | 1         | 0.07      |          |
| Monarcas Morelia México |               |       |       |                   |                   |           |           |          |
| 2004 | 17            | 0     | -     | -                 | 17                | 0         | 0.00      |          |
| Total club | 17            | 0     | 0     | 0                 | 17                | 0         | 0.00      |          |
| Deportivo Cali Colombia |               |       |       |                   |                   |           |           |          |
| 2004 | 16            | 4     | -     | -                 | 16                | 4         | 0.25      |          |
| Total club | 16            | 4     | 0     | 0                 | 16                | 4         | 0.25      |          |
| Liga de Quito Ecuador |               |       |       |                   |                   |           |           |          |
| 2005 | 44            | 11    | 13    | 4                 | 57                | 15        | 0.26      |          |
| 2006 | 38            | 11    | 12    | 1                 | 50                | 12        | 0.24      |          |
| Total club | 82            | 22    | 25    | 5                 | 107               | 27        | 0.25      |          |
| Al-Nassr Arabia Saudita |               |       |       |                   |                   |           |           |          |
| 2007 | 1             | 0     | -     | -                 | 1                 | 0         | 0.00      |          |
| Total club | 1             | 0     | 0     | 0                 | 1                 | 0         | 0.00      |          |
| Sporting Cristal Perú |               |       |       |                   |                   |           |           |          |
| 2007 | 19            | 2     | -     | -                 | 19                | 2         | 0.11      |          |
| 2008 | 43            | 5     | -     | -                 | 43                | 5         | 0.12      |          |
| 2009 | 38            | 6     | 2     | 1                 | 40                | 7         | 0.18      |          |
| 2010 | 39            | 3     | -     | -                 | 39                | 3         | 0.08      |          |
| 2011 | 20            | 0     | -     | -                 | 20                | 0         | 0.00      |          |
| Total club | 159           | 16    | 2     | 1                 | 161               | 17        | 0.11      |          |
| Total carrera | Total carrera | 645   | 127   | 72                | 19                | 717       | 146       | 0.20     |
| (1) Incluye datos de la Copa CONMEBOL Libertadores, Copa Oro de la Concacaf y Copa Intercontinental. (2) No incluye goles en partidos amistosos. |               |       |       |                   |                   |           |           |          |

### Resumen estadístico
|                       | Encuentros | Goles | Promedio |
| --------------------- | ---------- | ----- | -------- |
| Primera División      | 644        | 127   | 0,20     |
| Copas internacionales | 72         | 19    | 0,26     |
| Selección Peruana     | 128        | 19    | 0,15     |
| TOTAL                 | 844        | 165   | 0,20     |

### Como entrenador
| Club                   | País | Año  |
| ---------------------- | ---- | ---- |
| Miguel Grau de Abancay | Perú | 2017 |

## Palmarés

### Campeonatos nacionales
| Título                    | Club             | País    | Año  |
| ------------------------- | ---------------- | ------- | ---- |
| Primera División del Perú | Sporting Cristal | Perú    | 1991 |
| Primera División del Perú | Sporting Cristal | Perú    | 1994 |
| Primera División del Perú | Sporting Cristal | Perú    | 1995 |
| Primera División del Perú | Sporting Cristal | Perú    | 1996 |
| Primera División del Perú | Sporting Cristal | Perú    | 2002 |
| Serie A                   | Liga de Quito    | Ecuador | 2005 |

### Distinciones individuales
| Distinción                                                             | Año  |
| ---------------------------------------------------------------------- | ---- |
| Futbolista peruano del año                                             | 1994 |
| Futbolista peruano del año                                             | 1995 |
| Futbolista peruano del año                                             | 1996 |
| Incluido en el Club de los Cien de la FIFA                             | 2003 |
| Distinguido como jugador histórico del Sporting Cristal en sus 50 años | 2006 |
| Bota de Oro Adidas                                                     | 2012 |